# Joey Wells
Joey Wells, född 22 december 1965, är en friidrottare från Bahamas. Han deltog vid olympiska sommarspelen 1984.